# Ostrá (železniční zastávka)
Ostrá je železniční zastávka v Ostré, okrese Nymburk ve středočeském kraji, nachází se na severním okraji obce. Zastávka byla vybudována v roce 2005, první vlak zde zastavil 2. prosince 2005 v 11:13. Leží na elektrizované trati Praha – Lysá nad Labem – Kolín (3 kV ss), v nadmořské výšce 185 m.
Zastávku obsluhují vlaky dopravce České dráhy. Není zde možnost zakoupení jízdenek.

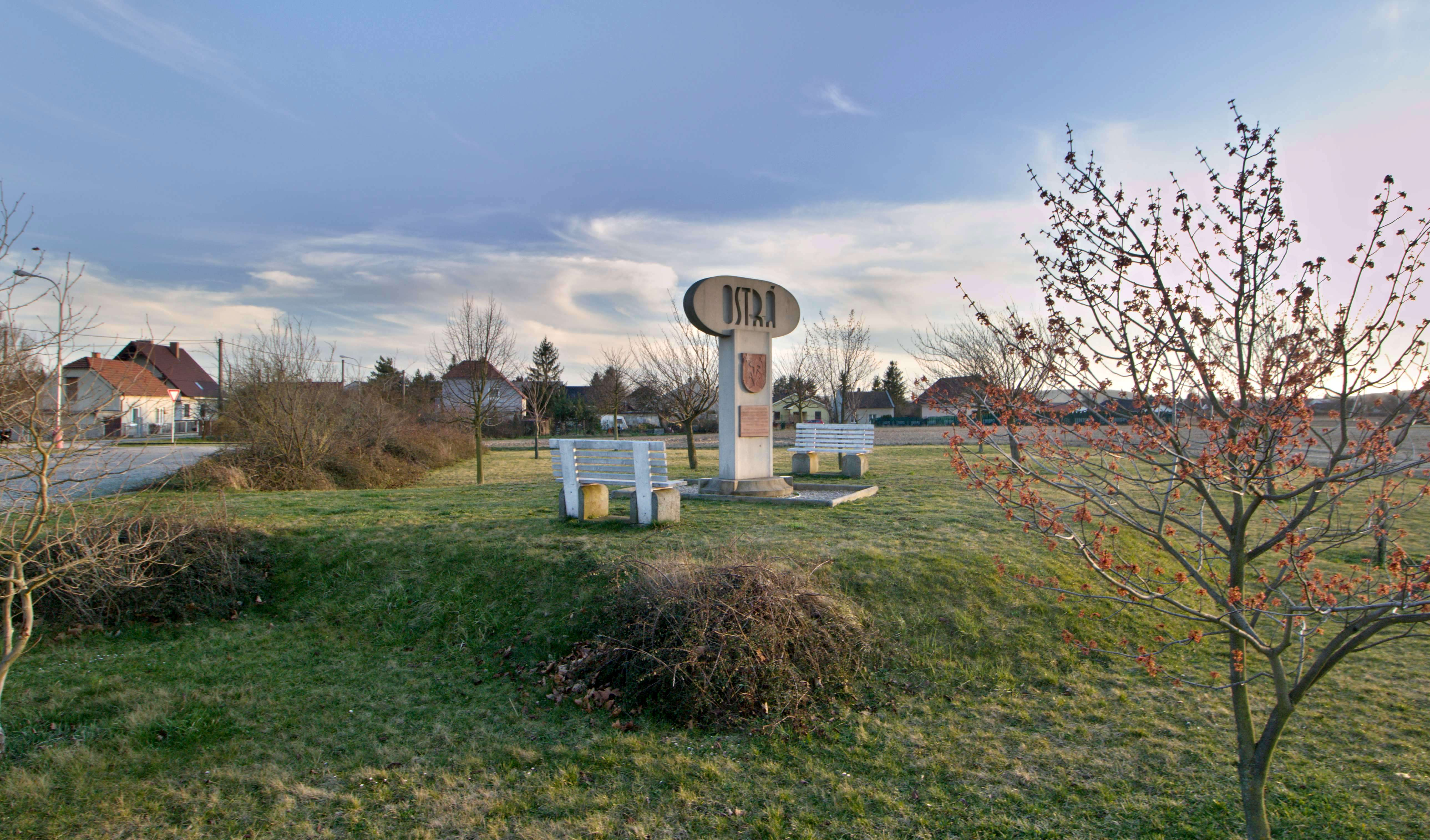

## Vlakové spoje
Na zastávce zastavují pouze osobní vlaky linky S2, zastávka je integrována do PID a leží ve 4. tarifním pásmu.